# Heribert Späth
Heribert Spaeth, nemški inženir, * 1937.

## Odlikovanja in nagrade
Leta 1995 je prejel častni znak svobode Republike Slovenije z naslednjo utemeljitvijo: »za zasluge in prispevek pri razvoju slovenske obrti in mednarodnem uveljavljanju Slovenije in njenega gospodarstva«.